# Ricky Ford
Ricky Ford, (Boston, 1954. március 4. –) amerikai tenorszaxofonos.

## Pályafutása
Ricky Ford Bostonban született, a New England Conservatory-n tanult. 1974-ben Gunther Schullerrel készített felvételeket, majd 1974-től 1976-ig a Duke Ellington Orchestra-ban játszott, Mercer Ellington irányítáaával. Ezt követően Charles Mingusszal (1976–77), Dannie Richmonddal (1978–81), Lionel Hamptonnal (1980–82), majd a Mingus-családban (1982) játszott.
Játszott Abdullah Ibrahimmal (1983–90) és Mal Waldronnal (1989–94) is.
Számos más jelentős zenésszel készített felvételeket, köztük van Yusef Lateef, Sonny Stitt, McCoy Tyner, Freddie Hubbard, Amina Claudine Myers, Sathima Bea Benjamin, dél-afrikai dzsesszénekes, Steve Lacy és mások.
Az 1990-es években Párizsban telepedett le. 2001-06 között az Istanbul Bilgi University-n tanított. 2009-ben létrehozta a Toucy Jazz Festivalt Yonne-ban (Franciaország). Olyan zenészeket hívott meg, mint például Rhoda Scott (2009) és Ravi Coltrane (2011).

## Lemezválogatás
- Loxodonta Africana (Oliver Beener, Charles Sullivan, Bob Neloms, Richard Davis, Dannie Richmond) (1977)
- Manhattan Plaza (Oliver Beener, Jaki Byard, David Friesen, Dannie Richmond (1978)
- Flying Colors (John Hicks, Walter Booker, Jimmy Cobb (1980)
- Tenor of the Times (Albert Dailey, Rufus Reid, Jimmy Cobb (1981)
- Interpretations (John Hicks, Walter Booker, Jimmy Cobb (1982)
- Future’s Gold (Albert Dailey, Larry Coryell, Ray Drummond, Jimmy Cobb (1983)
- Shorter Ideas (Jimmy Knepper, James Spaulding, Kirk Lightsey, Rufus Reid, Jimmy Cobb (1984)
- Saxotic Stomp (James Spaulding, Ricky Ford, Charles Davis, Kirk Lightsey, Ray Drummond, Jimmy Cobb (1987)
- Hard Groovin’ (Roy Hargrove, Geoff Keezer, Robert Hurst, Jeff Watts (1989)
- Manhattan Blues (Jaki Byard, Milt Hinton, Ben Riley (1989)
- Hot Brass (Lew Soloff, Claudio Roditi, Steve Turré, Danilo Pérez, Christian McBride, Carl Allen (1991)
- American African Blues (Jaki Byard, Milt Hinton, Ben Riley (1991)
- Tenor Madness Too (Antoine Roney, Donald Brown, Peter Washington, Louis Hayes (1992)
- Tenors of Yusef Lateef (Ricky Ford (Avery Sharpe, Kamal Sabir (1994)
- Balaena (George Cables, Cecil McBee, Ed Thigpen (1999)
- Reeds and Keys; Kirk Lightsey (2003)